# Famille von Brandenstein
Pour les articles homonymes, voir Brandenstein.
La famille von Brandenstein est une ancienne famille de la noblesse de Thuringe en Allemagne. Son berceau est le château de Brandenstein près de Ranis. Cette famille revendique trois branches, celle d'Oppurg-Ranis, celle de Wernburg-Zöschen et celle de Neudeck.

## Histoire
Le berceau de cette famille est la Thuringe, plus précisément dans l'Orlagau et le Vogtland. C'est une famille vassale au XIIIe siècle des seigneurs de Schwarzburg, d'Orlamünd et de Lobdeburg (de). Elle est mentionnée la première fois en 1282 avec le chevalier Albrecht de Brandenstein, du château de Brandenstein près de  Ranis.
Du XIVe siècle jusqu'en 1945, cette famille réside au Niedenburg de Neidenberga, ainsi qu'au château d'Oppurg à partir du XIVe siècle, et au Wernburg (1360 jusqu'en 1704). En 1450, les frères Hans, Eberhard, Heinrich et Georg s'installent à Rolitz. En 1463, ils font reconstruire le château de Ranis qui leur a été légué par Guillaume de Saxe et y demeurent pendant un siècle.
Les seigneurs de Brandenstein appartiennent à la noblesse de Thuringe qui se rallie à la Maison de Wettin. Cela conduit en 1549 à un procès au Reichskammergericht (Chambre impériale) contre Caspar et Asse von Brandenstein, de Ranis, et le prince Maurice de Saxe, ainsi que ses frères Jean-Frédéric le Médiateur et Jean-Guillaume, ducs de Saxe. Alors que les services fiscaux de l'Empire considèrent que les seigneurs de Brandenstein sont directement des seigneurs impériaux et sont donc obligés de payer leur taxe à l'Empire et au Kammergericht, les seigneurs de Brandenstein font cas de leur vassalité aux Wettins, qui ont donc le droit de leur réclamer des impôts. Les Brandensteins refusent de payer des impôts aux empereurs et au Saint-Empire.
En 1521, les seigneurs de Brandenstein font bâtir en Basse-Lusace le château de Neudeck. Ils vendent en 1567 leur berceau de Brandenstein et en 1571 une grande partie de leur fief de Ranis à Melchior von Breitenbauch (de).
À partir de 1602, ils acquièrent le domaine seigneurial de Knau qu'ils gardent un siècle et de 1797 à 1840 sont en possession de celui de Goseck et jusqu'en 1945 de leur résidence de Neidenberga.
Il n'est pas prouvé que le château de Brandenstein en Hesse (Schlüchtern/Elm) soit un ancien siège ancestral de la famille encore existante, car il ne peut pas être certifié que Hermann et Conrad de Brandenstein, qui en étaient les seigneurs en 1278-1300, aient été liés aux branches  basées en Thuringe. Cependant, l'officier du Wurtemberg, Gustav von Brandenstein, a acheté ce château en 1895, qui appartient maintenant à son arrière-petit-fils, Constantin von Brandenstein-Zeppelin.

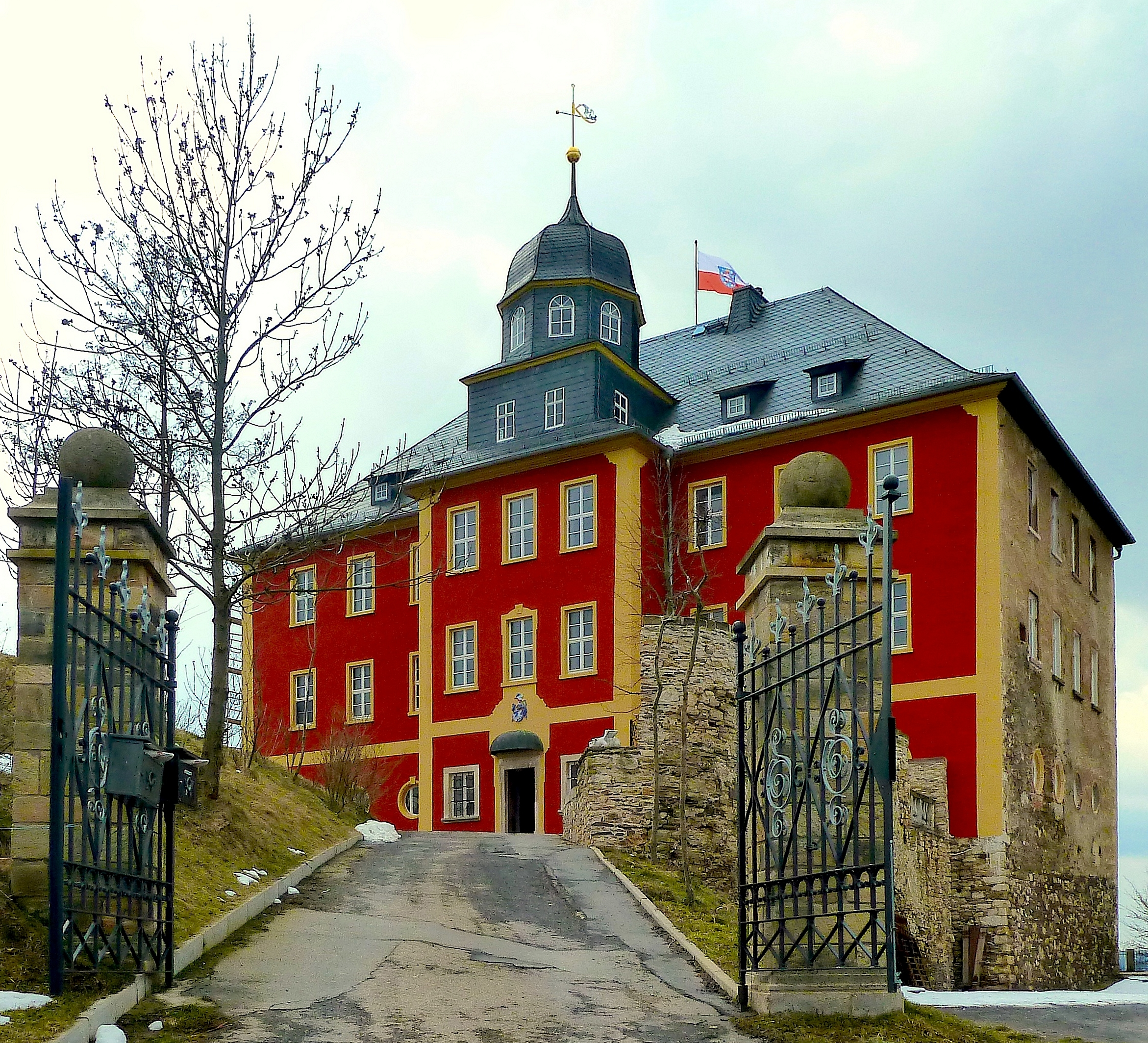
Château de Brandenstein, en Thuringe
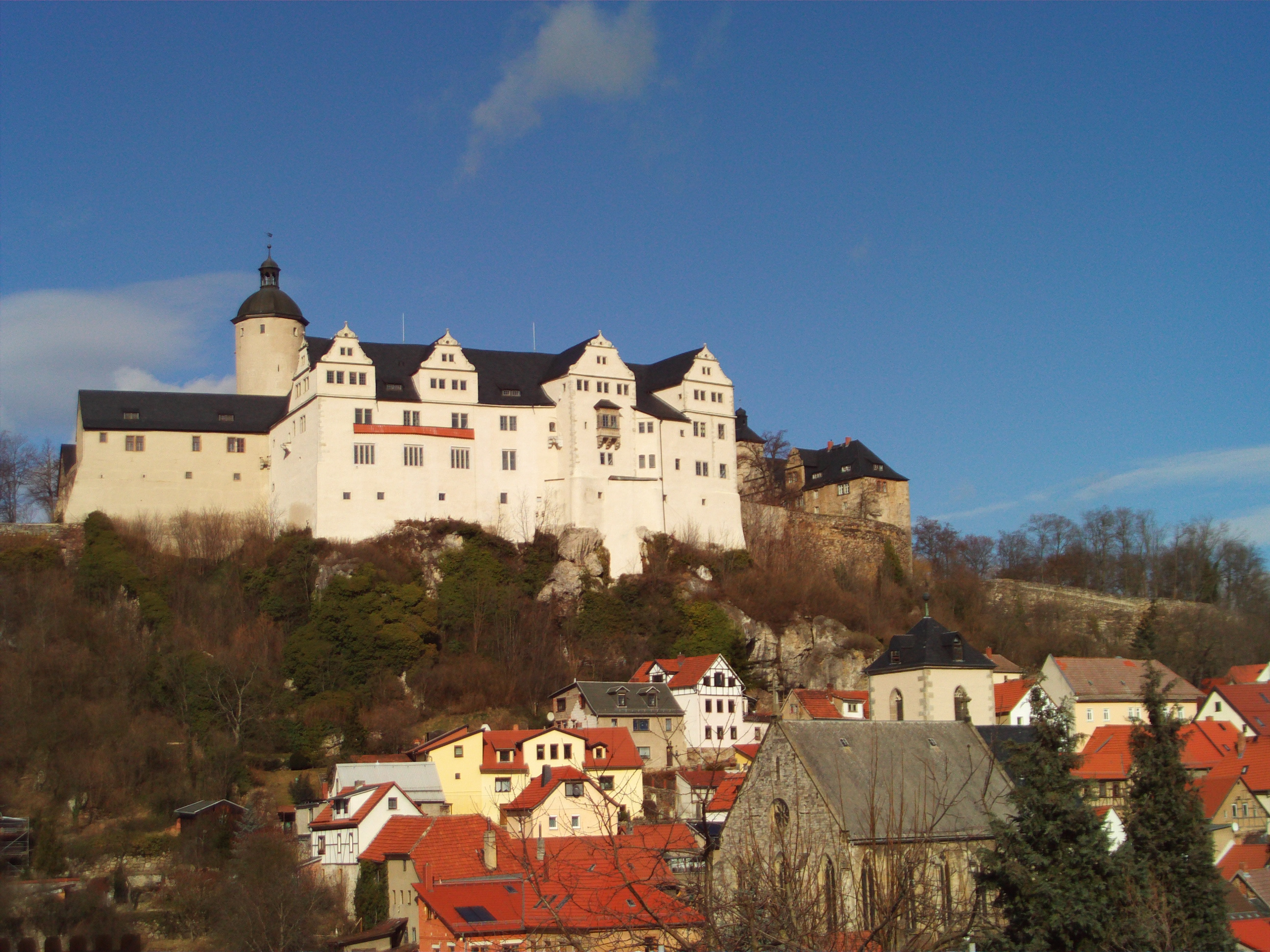
Château de Ranis, en Thuringe
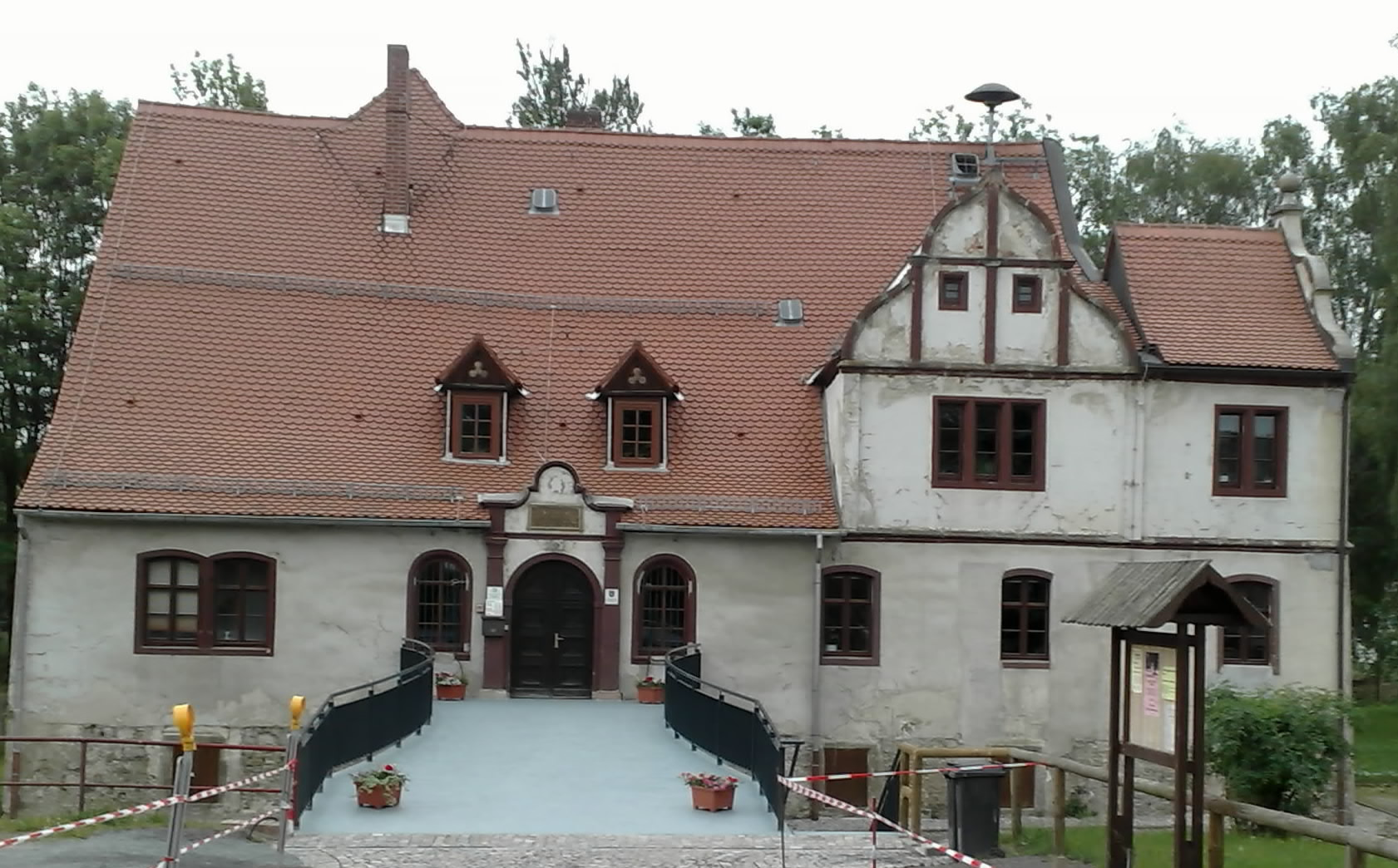
La ferme des Turcs (Türkenhof) à Oppurg, en Thuringe
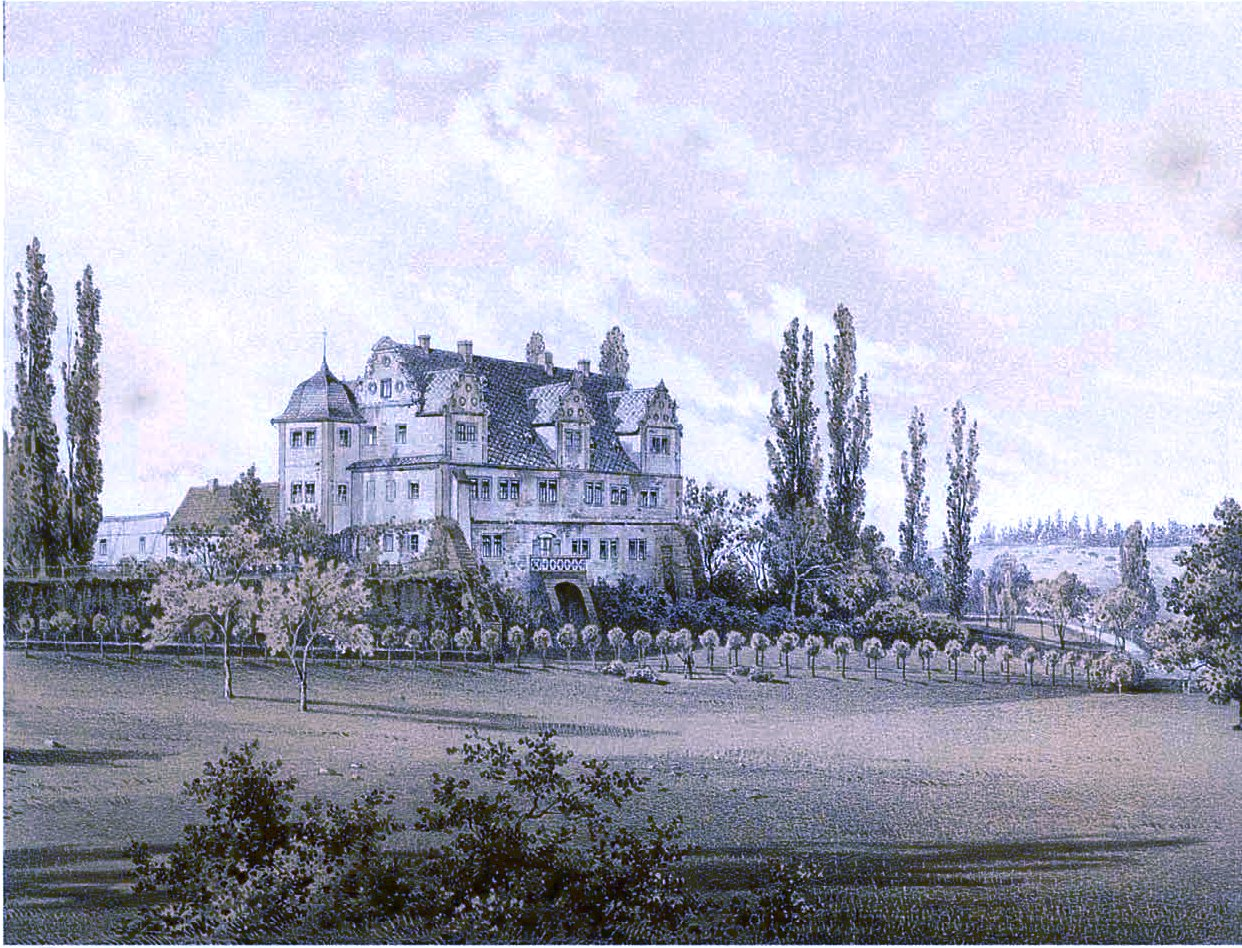
Château de Wernburg, en Thuringe (vers 1860)
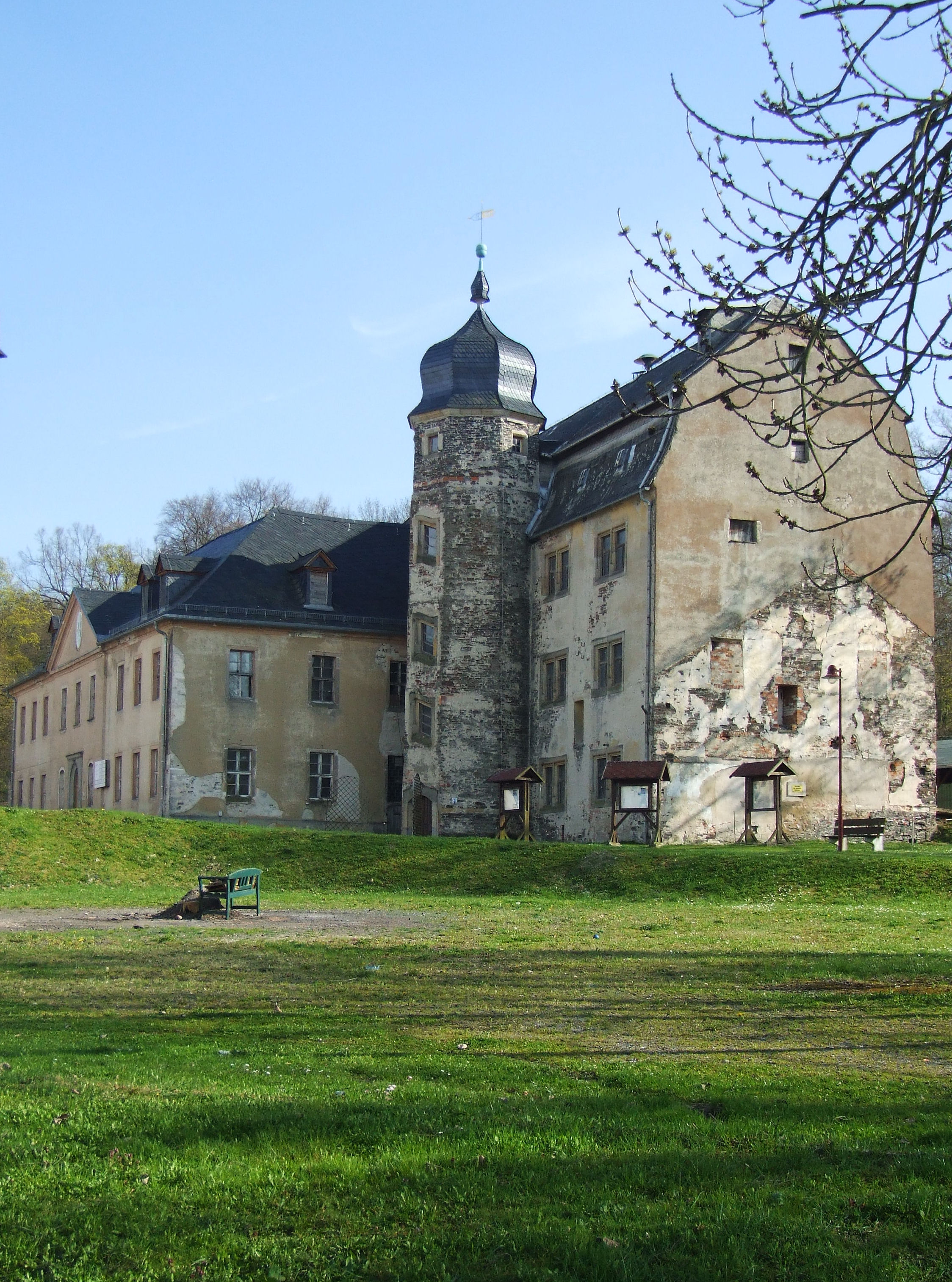
Manoir de Knau, en Thuringe
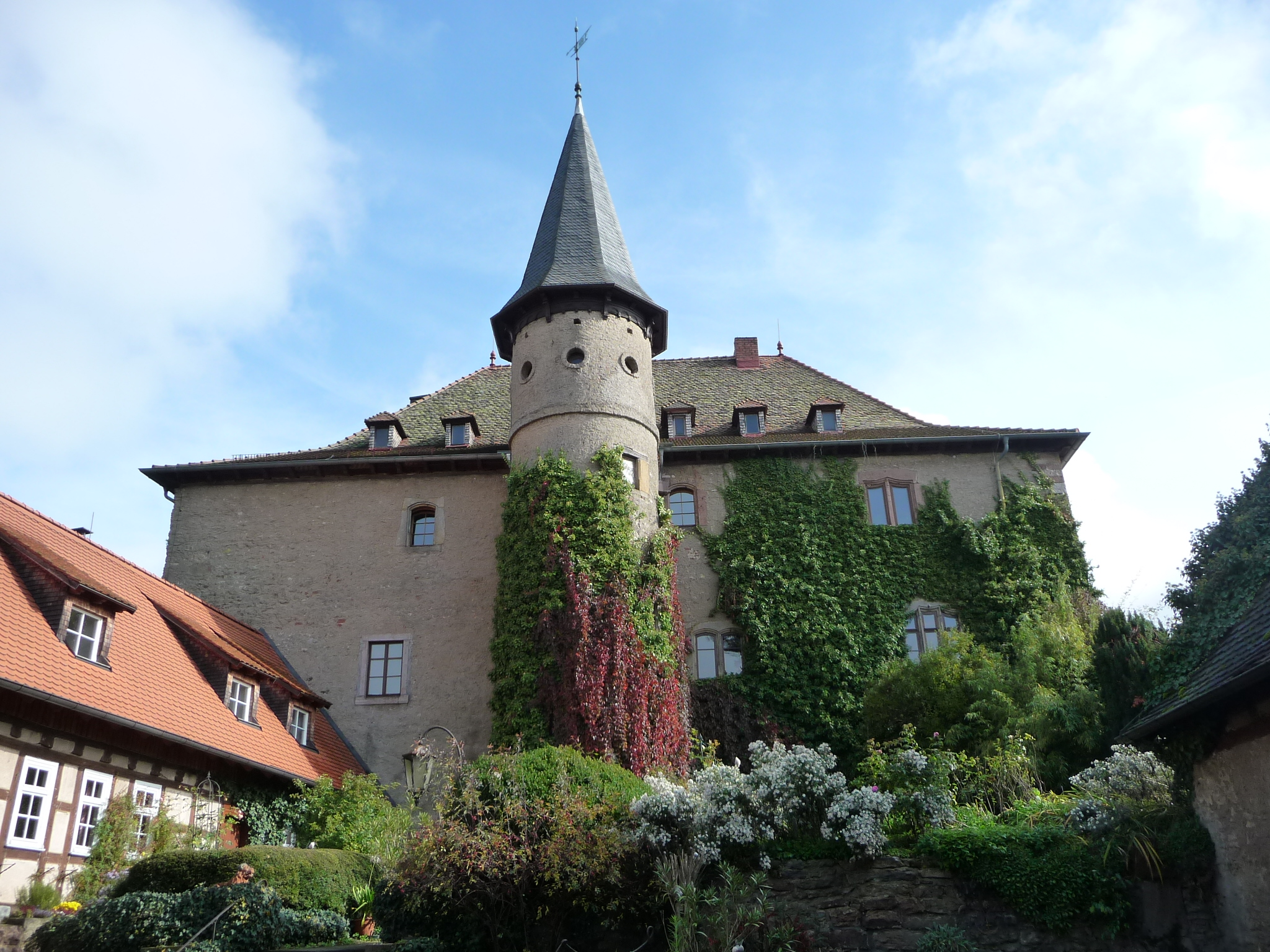
Château de Brandenstein, en Hesse
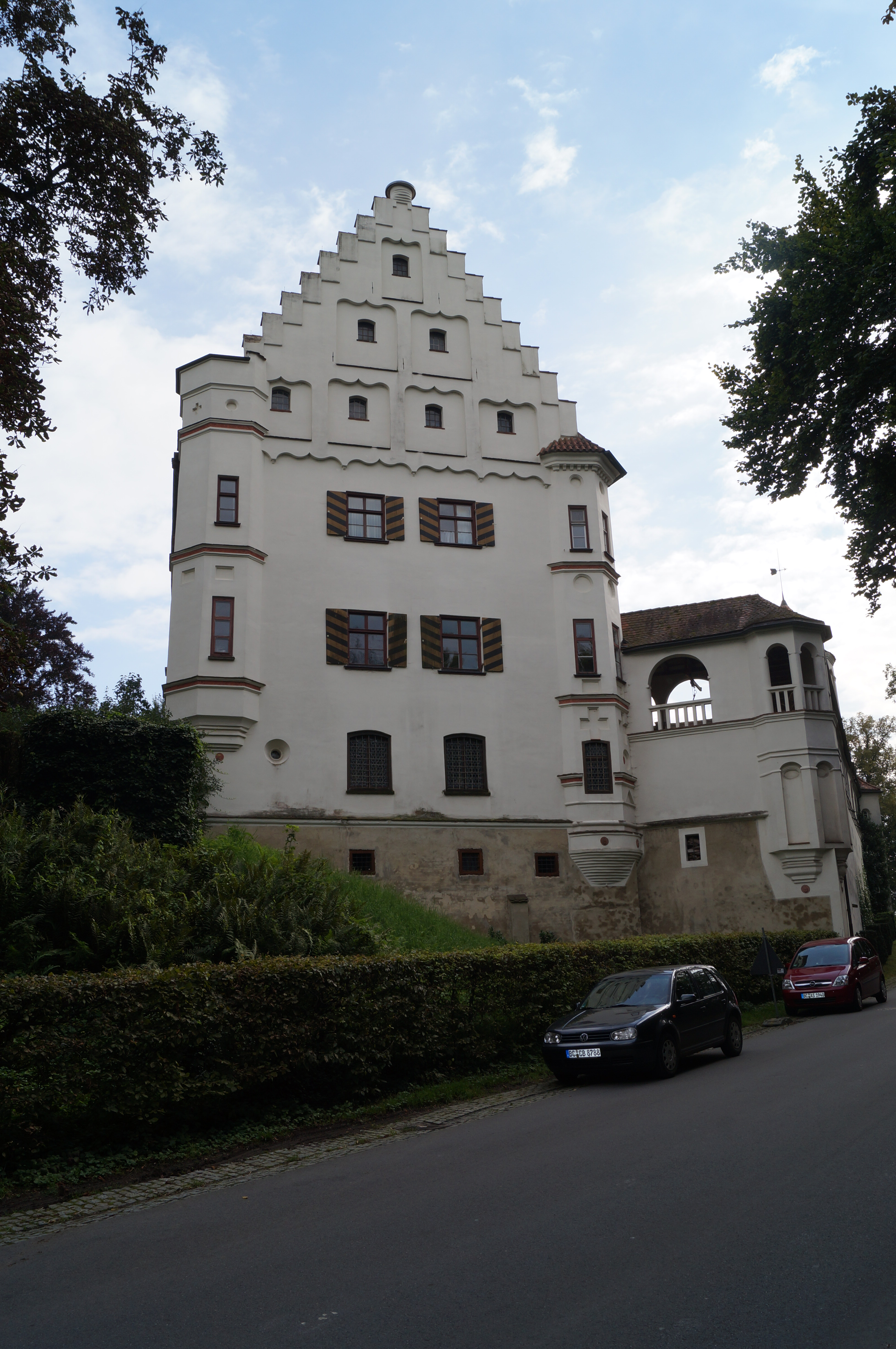
Château de Mittelbiberach, en Haute-Souabe

Alexander von Brandenstein (1881-1949) épouse en 1909 Helene (Hella) von Zeppelin, fille du comte Ferdinand von Zeppelin, le fameux constructeur d'aéronefs dirigeables. Il obtient en 1911 le droit d'ajouter Zeppelin à son nom de la couronne du Wurtemberg, devenant le premier comte de cette lignée. Son fils Alexander von Brandenstein-Zeppelin (1915-1979) épouse Ursula von Freyberg-Eisenberg-Allmendingen (1917-1985). Quatre enfants sont issus de cette union, dont Albrecht von Brandenstein-Zeppelin (né en 1950), propriétaire du château de Mittelbiberach en Haute-Souabe, et Constantin von Brandenstein-Zeppelin (né en 1953), propriétaire du château de Brandenstein, près de Schlüchtern/Elm (en Hesse).

## Titres
- En 1486, l'empereur Frédéric III élève  Heinrich von Brandenstein et ses descendants, de la branche de Ranis, au rang de barons du Saint-Empire  (Reichsfreiherr).
- Christoph von Brandenstein, de la branche d'Oppurg et Knau, reçoit en 1630 le titre de comte du Saint-Empire (Reichsgraf). Cette lignée est éteinte.
- Alexander von Brandenstein (1881-1949), seigneur domanial du château de Brandenstein, près de Schlüchtern, et copropriétaire du domaine de Hengstfeld, obtient comme cité plus haut le titre de comte de Brandenstein-Zeppelin[2], après son mariage en 1909.
- Au registre de l'abbaye de Dobbertin, dans le Mecklembourg, l'on trouve treize noms de filles de la famille von Brandenstein, de 1799 à 1902, dans ce qui est devenu après la Réforme une fondation de vie commune de dames de la noblesse (Damenstift).

## Armoiries
Les armoiries de la famille montrent dans un écu d'or un loup debout tenant dans la gueule une oie d'argent renversée aux pattes de gueules,.

## Membres notables
- Comte Albrecht von Brandenstein-Zeppelin (né en 1950), juriste et entrepreneur
- Annelies Ruth Johanna Martha Wilhelmine Dorothee von Brandenstein, pseudonyme Yvonne Merin (1921-2012), actrice et scénariste est-allemande
- Baron August Georg von Brandenstein (de) (1755-1836), président du Conseil secret du Mecklembourg-Schwerin
- Béla von Brandenstein (de) (1901-1989), philosophe
- Carl Christoph von Brandenstein, conseiller secret de Saxe (1593-1642)
- Carl von Brandenstein (1875-1946), juriste et homme politique (SPD)
- Constantin von Brandenstein-Zeppelin (né en 1953), entrepreneur, président des services d'aide de l'ordre de Malte
- Eduard von Brandenstein (de) (1803-1888), homme politique
- Friedrich von Brandenstein (1786-1857), général-lieutenant prussien
- Georg von Brandenstein (de) (1827-1897), général-lieutenant prussien
- Gerd von Brandenstein (de) (né en 1942), industriel
- Gustav von Brandenstein (de) (1830-1905), général d'infanterie
- Hans von Brandenstein (de) (1849-1938), président du district de Hanovre (de)
- Hans von Brandenstein (de) (1870-1950), général allemand
- Hermann von Brandenstein (de) (1821-1891), général saxon
- Hermann von Brandenstein (de) (1868-1942), général allemand
- Joachim von Brandenstein (de) (1864-1941), homme politique
- Joachim von Brandenstein (de) (1864-1941), général prussien
- Jolanthe von Brandenstein, pseudonyme Leonie Ossowski (1925-2019), femme de lettres
- Karl von Brandenstein (1831-1886), général-lieutenant prussien
- Karl August von Brandenstein (1792-1863), général-lieutenant prussien
- Margaretha von Brandenstein, abbesse de l'abbaye de Sonnefeld (de)
- Otto von Brandenstein (de) (1865-1945), général-lieutenant, chevalier de l'Ordre Pour le Mérite, commandant du Détachement Brandenstein (de)
- Philipp von Brandenstein (de) (né en 1976), publiciste et ancien porte-parole de Karl-Theodor zu Guttenberg
- Rudolf von Brandenstein (1871-1957), secrétaire général de l'Automobile Club d'Allemagne
- Ruth von Brandenstein (née von Ostau 1899-1966), femme de lettres.

## Pour approfondir